# Escut de Juneda
L'escut oficial de Juneda té el següent blasonament:
Escut caironat: de gules, un arbre d'or, acostat de 2 cards de 3 flors d'or. Per timbre, una corona de baró.

## Història
Va ser aprovat el 15 d'octubre del 2002 i publicat en el DOGC el 5 de novembre del mateix any amb el número 3754.
Juneda és una localitat agrícola situada en una zona àrida plantada amb arbres com oliveres i ametllers; precisament un arbre n'és el senyal heràldic tradicional. La vila va ser el centre de la baronia de Juneda, i això es reflecteix en la corona de dalt l'escut i en els cards d'or sobre camper de gules a banda i banda de l'arbre, elements provinents de les armes parlants dels comtes de Cardona, senyors de la baronia de Juneda des del 1381.